# 京西路
京西路是中國宋朝的一个地方行政区——路，为至道十五路之一。
治所在河南府（今河南省洛阳市）。在河南省郑州市、许昌市、淮阳县以西，崤山、熊耳山以东，沁河、卫河以南；安徽省西淝河以西、淮河以北；陕西省秦岭以南，子午河、大巴山以东；湖北省涢水以西，荆山以北和京山、钟祥等地。宋神宗熙宁五年（1072年）分京西路为京西北路、京西南路二路。以今伏牛山和桐柏山为二路分界线。京西北路治所在河南府，京西南路治所在襄阳府。金朝改京西北路为南京路，京西南路依然在南宋控制中，元朝初年废。
- 辖区：河南府（洛州）、颍昌府（许州）、襄州（襄阳府）、随州、唐州、邓州、均州、房州、金州、郢州、郑州、滑州、孟州、蔡州、陈州、颖州、汝州、光化军、信阳军